# Swan Hills
Swan Hills är en ort i Kanada.   Den ligger i provinsen Alberta, i den centrala delen av landet, 3 000 km väster om huvudstaden Ottawa. Swan Hills ligger 1 139 meter över havet och antalet invånare är 1 900.
Terrängen runt Swan Hills är platt söderut, men norrut är den kuperad. Terrängen runt Swan Hills sluttar söderut. Trakten runt Swan Hills är nära nog obefolkad, med mindre än två invånare per kvadratkilometer.. 
I omgivningarna runt Swan Hills växer i huvudsak barrskog.